# Colosseum Kino

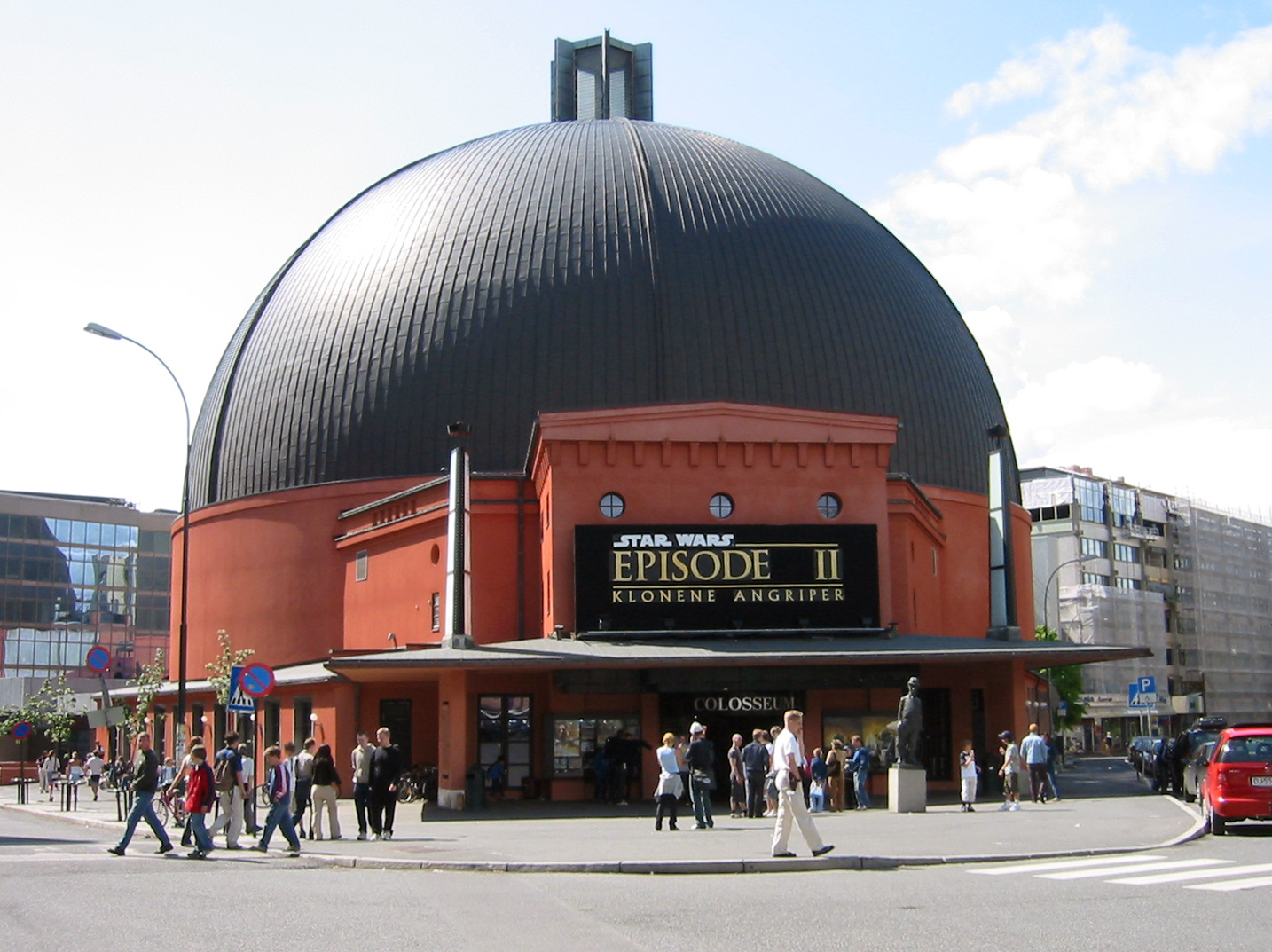
Colosseum-Kino im Osloer Stadtviertel Majorstuen 2002 zur norwegischen Kinopremiere von Star Wars: Episode II – Angriff der Klonkrieger.

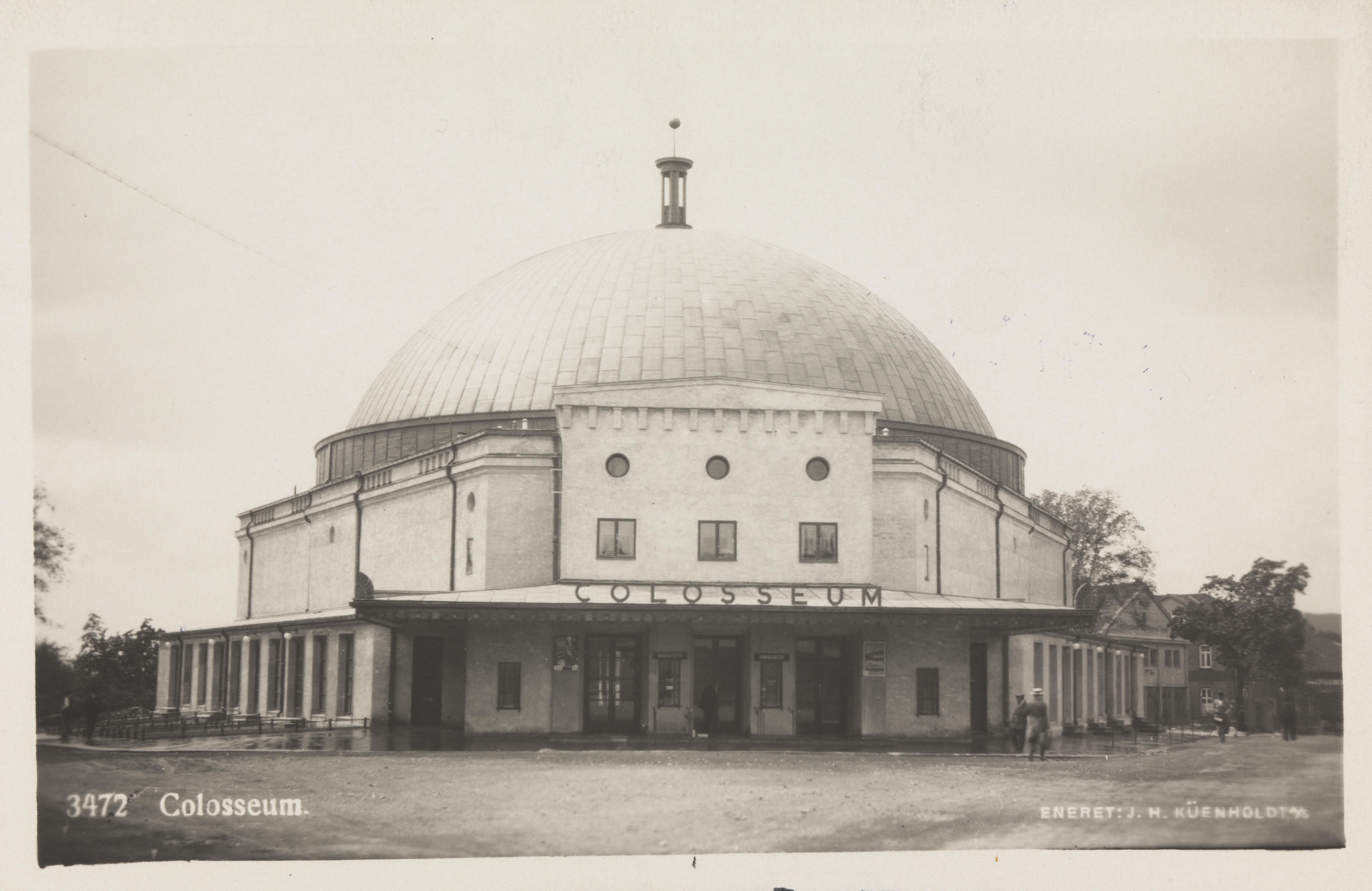
Colosseum Kino zwischen 1928 und 1929.

Das Colosseum Kino ist ein Traditionskino im Osloer Stadtviertel Majorstuen und beherbergt den größten Kinosaal der Stadt. Es wurde 1928 eingeweiht und wird seitdem häufig für Filmpremieren und Veranstaltungen genutzt.

## Säle
Colosseum-Kino hat insgesamt 4 Säle, mit 871, 262, 143 und 118 Sitzplätzen. Der Kinosaal «Colosseum 1» wurde 1998 mit dem THX Qualitätssiegel der George-Lucas-Firmengruppe zertifiziert. Colosseum 1 hat eine Leinwand in der Abmessung von 10 × 22 m und seit Juli 2009 können die Zuschauer Filme im digitalen Format 3D-Filme in RealD sehen.

## Geschichte
Das Colosseum Kino wurde von den Architekten Jacob Hansen und Gerhard Iversen im neuklassizistischen Stil gebaut und 1928 fertiggestellt sowie eingeweiht. Im Herbst 1952 gab Louis Armstrong ein Konzert im Colosseum Kino und am 7. Februar 1954 gab Billie Holiday ein Konzert im Colosseum. 1954 wurde in dem Kino das Breitbildformat nach dem Anamorphotischen Verfahren (Cinemascope) eingeführt und der erste Film der in diesem Format gezeigt wurde, war der US-amerikanische Film Das Gewand (The Robe). 1960 wurde das System «Todd AO» (70 mm) im Colosseum eingeführt und der Film South Pacific war der erste dieser Art im Colosseum.
Während einer Probevorführung durch den Filmvorführer des Filmes Meuterei auf der Bounty entstand am 15. Februar 1963 um 9.45 Uhr ein Brand. Die herbeigerufene Feuerwehr kam schnell, aber aus Angst, dass die große Kuppel einstürzen könnte, beschränkte sie ihren Einsatz nur auf äußerliche Löschmaßnahmen. Um 10.45 entstanden die ersten Risse an der Kuppel und kurz danach stürzte sie in das innere des Gebäudes. Das Colosseum brannte schließlich komplett aus. Die norwegischen Verbände Kinostyret und Oslo formannskap kinosaken beschlossen am 1. Juli 1963 den Wiederaufbau und Umbau des Kinogebäudes. Die Firma Stensrud & Søn bekam den Zuschlag als Generalunternehmer und der Architekt Sverre Fehn wurde mit den Planungen sowie mit den Ausführungen dazu beauftragt. Fehn entschied, dass die Kuppel etwas größer sein sollte als die vorhergehende des Gebäudes. Ursprünglich wollte der Architekt die Kuppel mit einer Bronzelegierung überziehen und sie sollte in einer Größe neu gestaltet werden, ähnlich wie die Kuppel des Petersdoms in Rom. Da diese Vorhaben das Budget aber erheblich überschritten hätten, wurden diese Pläne verworfen und die Kuppel etwas kleiner gestaltet sowie nur mit weißer Farbe versehen. Bei einer späteren Kuppelsanierung wurde sie mit einer Gummiasphaltlösung beschichtet. Am 21. November 1963 kam während der Bauarbeiten beim Wiederaufbau im Colosseum erneut zu einem Brand, der in Zusammenhang zu Isolierarbeiten entstand. Der Schaden hielt sich jedoch in Grenzen und verzögerte hauptsächlich nur den Termin der Fertigstellung. Nach der Fertigstellung wurde das Kino am 12. September 1964 der Öffentlichkeit wieder übergeben.
Die norwegische Tageszeitung Nationen berichtete ausführlich und beschrieb die feierliche Wiedereinweihung wie folgt:

„Mit einem Blumenmeer von Poesie und Gesang, mit Reden vor- und nach der Eröffnungsshow sowie mit einer riesigen Auswahl an Gästen aus dem In- und Ausland ... Die Wiedereröffnung des Colosseums wurde mit einer gebührenden Samstagabend-Gala gewürdigt. An die fast 1200 Gäste, die Eintrittskarten zu dem Film Lawrence von Arabien hatten, der in Technirama und Super Panavision 70 aufgeführt wurde, verteilten verkleidete Scheiche sowie verschleierte Mädchen in der Halle Schokolade … Das war an Festlichkeit offenbar noch nicht genug für die Blicke des Publikums, das wirklich wunderbar gewesen war, um die weiße schwindelerregende Weite im Saal zu erleben, den goldenen Vorhang zu sehen sowie das bequeme rote Gestühl zu genießen …“

Die norwegische Kriminalkomödie Olsenbanden og Dynamitt-Harry går amok aus der Filmreihe der norwegischen Olsenbande hatte nicht nur seine Premiere am 29. November 1973 im Colosseum, sondern das Kino war zugleich auch der Handlungsort des Films. Der Protagonist Egon Olsen flieht dort nach einem gescheiterten Einbruch der Olsenbande im Colosseum, auf die Kuppel des Kinogebäudes, wo er schließlich verhaftet wird. Auch weitere Filme dieser in Norwegen populären Reihe von 1969 bis 1999, hatten im Colosseum-Kino ihre Premiere und waren meist von hohen Besucherzahlen gekennzeichnet.
1978 wurde vor dem Kinoeingang eine Charlie-Chaplin-Statue des Bildhauers Nils Aas errichtet. Am 1. August 1987 wurden die drei kleineren Säle «Colosseum 2-3-4» eröffnet und einige weitere Sanierungsarbeiten vorgenommen.
Nach zehn Jahren erfuhr das Kino 1997, erneut umfangreiche Renovierungs- und Sanierungsarbeiten. Mit der Vorführung des Films Titanic wurde das Colosseum feierlich wiedereröffnet. 2003 kam es bei dem Betreiber Oslo Kinematografer zu großen Umstrukturierungsmaßnahmen, woraufhin das Colosseum privatisiert wurde. Im darauf folgenden Jahr wurde jedoch nach Schwierigkeiten des privaten Betreiber Colosseum Eiendom AS, das Kino wieder von dem Verband Oslo Kinematografer, Oslo Kino übernommen.